# Ørland Lufthavn
Ørland Lufthavn (IATA: OLA, ICAO:ENOL) er en norsk kommunal lufthavn som ligger i Ørland kommune i Sør-Trøndelag fylke. Lufthavnen ejes af kommunen. Lufthavnen befinder sig på vestsiden af Ørland hovedflystation og benytter samme landingsbaner som flystastionen.
Lufthavnen opereres for tiden civilt kun af Air Norway og Ørland flyklubb. Sporadisk chartertrafik.

## Destinationer
|       | Flyselskab | Destinationer                           |
| ----- | ---------- | --------------------------------------- |
| Norge | Air Norway | Oslo (Aalborg-med mellemlanding i Oslo) |

## Eksterne lenker
- Ørland kommunes side om Ørland lufthavn Arkiveret 17. december 2004 hos  Wayback Machine
- Ørland lufthavn på norskeflyplasser.no Arkiveret 17. januar 2022 hos  Wayback Machine

63°41′57″N 9°36′14″Ø / 63.69917°N 9.60389°Ø